# Genova capitale europea della cultura

Logo

Francobollo celebrativo

La città di Genova è stata capitale europea della cultura nel 2004 insieme a Lilla.
Eventi, coproduzioni e iniziative di portata internazionale si sono svolti con la collaborazione, oltre che di Lilla, delle città di Barcellona e Atene.

## Il logo ufficiale
Il logo ufficiale di "Genova capitale europea della cultura per il 2004", disegnato da Pierluigi Cerri, riportava, su campo rosso, la scritta "GeNova" in caratteri di colore bianco e "04" in colore giallo: uno slogan teso a simboleggiare l'auspicio di una vita nuova per una città cosmopolita aperta all'Europa e al mondo.

## Calendario eventi
Per definire il calendario degli eventi della manifestazione - che si svolge sotto il patronato della Presidenza della Repubblica - è stato costituito un Comitato organizzatore del quale hanno fatto parte le Istituzioni locali (Comune, Provincia, Regione, Università, Camera di Commercio e Autorità Portuale) e il Ministero per i Beni e le Attività Culturali.
La messa in opera del programma ufficiale, così come le attività di comunicazione e di promozione, sono state svolte da una apposita società (Genova 2004 s.r.l.), partecipata - direttamente o indirettamente - dalle medesime Istituzioni territoriali. Presidente della società è stato nominato Davide Viziano e Amministratore delegato Enrico Da Molo.
Il programma ufficiale era affiancato da visite guidate a musei e biblioteche, vie e palazzi del centro storico, porto antico, ville, chiese e strutture conventuali, cimitero monumentale di Staglieno, e i forti sulle alture circostanti la città.
Tre i filoni su cui si è articolata la programmazione degli eventi previsti, che non hanno trascurato temi come scienza, ricerca, tecnologia, formazione e lavoro:
- Genova Città d'Arte
- Genova Capitale del Mare
- Genova Città Contemporanea

A fianco del tracciato tematico, se ne è aggiunto uno strettamente temporale: in primavera, storia e cultura dell'antico; in estate, la modernità nel suo insieme ed il mondo industriale; in autunno, la sperimentazione nelle arti (pittura, cinema, teatro, fotografia, scultura, musica, architettura, design).
(Sono riassunti qui alcuni dei principali eventi del programma ufficiale, suddivisi per settore (programma completo sul sito ufficiale della manifestazione)

### Arte e Architettura
- "Visioni ed estasi. Capolavori dell'arte europea tra Seicento e Settecento" (Galleria di Palazzo Franzoni - 14 febbraio - 16 maggio)
- "La vita e il mondo di Leon Battista Alberti". Sesto centenario della nascita. (Mostra-convegno, Palazzo Ducale, 18 febbraio - 27 febbraio)
- "Joseph Beuys. Disegni, oggetti, stampe, 1948-1985"
- (Museo d'Arte Contemporanea di Villa Croce, 4 marzo 4 aprile)
- "L'età di Rubens: dimore, committenti e collezionisti genovesi" (Palazzo Ducale, 20 marzo - 11 luglio)
- "Mandylion. Intorno al Sacro Volto da Oriente a Occidente" (Museo Diocesano, 3 aprile - 4 luglio)
- "Marc Chagall e la Bibbia" (arte moderna, Museo Ebraico, 25 aprile - 23 luglio)
- "La Terra vista dal Cielo" (mostra fotografica, Mandraccio, Porto Antico, 25 aprile - 25 luglio)
- "Genova, civiltà di palazzi e invenzione dei rolli" (arte classica,
- Palazzo Tursi, 7 maggio - 5 settembre)
- "I transatlantici" (Musei del Mare e della Navigazione, Porto Antico, 19 giugno - 1º novembre)
- "XXII ed."L'Arte contemporanea nelle antiche Dimore"(Loggia dei Mercanti al Porto Vecchio 31 luglio-22 agosto)
- "Stelle sul mare: immagini e immaginario della vita sui transatlantici" (Palazzina delle Arti, La Spezia, 27 giugno - 5 settembre)
- "L'œil du voyageur. Nicolas Bouvier" (mostra fotografica, Palazzo San Giorgio, 1º luglio - 1º agosto)
- "Capolavori della collezione Durazzo. Da Tintoretto a Rubens, i tesori di Eugenio, Gerolamo e Marcellino Durazzo" (arte classica, Museo di Palazzo Reale - Teatro del Falcone, 14 luglio - 3 ottobre)
- "Mit Anderen Augen so nah. Vicini – oltre lo sguardo" (arte contemporanea, Palazzo San Giorgio, 20 agosto - 25 settembre
- "Capolavori Ukiyoe del Museo d'arte orientale Edoardo Chiossone di Genova" (arte giapponese, Museo d'arte orientale Edoardo Chiossone, 16 ottobre - 27 febbraio 2005)
- "I Liguri. Un antico popolo europeo tra Alpi e Mar Mediterraneo" (arte classica, Commenda di San Giovanni di Pré, 23 ottobre - 23 gennaio 2005)
- "Scultura lignea in Liguria tra XII e XVI secolo" (Ex Abbazia di San Giuliano di Albaro, 27 novembre - 27 febbraio 2005
- "Urban reGENeration" (esposizione-workshop sull'urbanistica, Loggia dei Mercanti, 30 ottobre - 30 dicembre)
- "L'arca della nuova architettura. UrbanCenterItalia" (Nave Costa Victoria, 8 novembre - 12 novembre)
- "Attraversare Genova. Presenze e passaggi nella cultura della città, anni '60 - '70" (Museo di Villa Croce 10 novembre - 30 gennaio)
- Convegni e Workshop di Architettura:
  - "7 x 70 - The Best over 70" (Magazzini del Cotone, 14 gennaio)
  - "Seminario Internazionale Facoltà di Architettura, IsoCaRP, Aesop, Ecpt: Planning Education, Practice and Institutions Facing Innovation" (Facoltà di Architettura e sale Regione Liguria, 1º aprile - 3 aprile)
  - "Costruire nel costruito. Le nuove strategie" (Sala Maestrale, Porto Antico, 24 maggio)
  - "Colore Architettura Ambiente" (Facoltà di Architettura, 6 ottobre - 7 ottobre)
  - "La conservazione dei monumenti in bronzo all'aperto. Esperienze a confronto" (CNR / ISMAR, 2 dicembre - 4 dicembre)

### Musica
Oltre alla normale stagione operistica e sinfonica del Teatro Carlo Felice sono previsti i seguenti eventi:
- "Esposizione universale del Jazz" (Magazzini del Cotone, Porto Antico, 17 marzo - 21 marzo)
- "L'estro armonico" (Rassegna di musica barocca, diverse sedi, 18 aprile - 13 giugno)
- "14th IAMA - International Artist Managers' Association" (Palazzo Ducale, 15 aprile - 18 aprile)
- "Festival organistico europeo 2004. I concerti degli Amici dell'Organo – XXVI edizione" (sedi diverse, 15 aprile - 13 ottobre)
- "I Concorso nazionale Victor de Sabata riservato alle orchestre dei Conservatori di musica" (Santa Margherita Ligure, 18 aprile - 22 aprile o 25 aprile - 29 aprile)
- "Genova per noi. Un orizzonte in musica" (Conservatorio Antonio Vivaldi, 4 maggio - 25 maggio)
- "Le mille musiche del lavoro. Concerto del 1º maggio a Genova" (in collegamento con il concerto del 1º maggio di Roma, dedicato a Fabrizio De André, Mazda Palace, 1º maggio)
- "Musica e Mare. Festival internazionale di Musica da camera - X edizione" (Oratorio di Sant'Erasmo Sori, 8 maggio - 26 giugno)
- "La pietra del paragone", opera di Gioachino Rossini, International Opera Studio/Teatro dell'Opera di Zurigo (Palazzo Ducale, 15 maggio)
- "International Music Festival. Festival bandistico-corale Città di Genova" (Porto Antico, 8 luglio - 11 luglio)
- "XVII Rassegna del jazz tradizionale. Da Sori al Golfo Paradiso" (Riviera ligure di levante, fine settimana di luglio e agosto)
- "L'Italia che canta da Genova. IX Festival nazionale della musica tradizionale e del trallallero" (sedi diverse, "CarruginFestival, luglio e agosto)
- "Musica nei castelli di Liguria. XIV edizione" (sedi diverse nell'intera Liguria, luglio e settembre)
- "Via del canto - IV edizione. La canzone d'arte e l'arte della canzone" - "I girovaghi sedentari" - "Gli dei necessari e lontani" (due serate al Teatro Duse 11 ottobre e 18 ottobre)
- "Genovalive 2004" (evento di musica rock, Stadio Luigi Ferraris, estate)
- "Il giorno delle lenzuola che cantano" (Via del Campo, centro storico, fine settembre)
- "Nuove carriere 2004" (musica classica, sede da stabilire, ottobre)
- "Paganiniana" dedicata a Niccolò Paganini (Teatro Carlo Felice e sedi diverse, autunno)
- "Incontro dei Conservatori di musica del Mediterraneo - XIV edizione" (Teatro Carlo Felice, Conservatorio Niccolò Paganini, Palazzo Ducale, Teatro Modena - 15 novembre - 19 novembre)
- "La musica viaggia per il mondo. Incontro con la polifonia vocale genovese (sede da stabilire, dicembre)
- Convegni sulla musica
  - "La musica oltre i suoni: parole sulla musica" (Forum FNAC, 21 febbraio - 29 febbraio)
  - "Le associazioni musicali per l'opera" (Auditorium Teatro Carlo Felice, 20 aprile)

### Teatro, Danza, Letteratura
Oltre alla normale programmazione della stagione teatrale del Teatro di Genova e degli altri teatri cittadini (inclusa la stagione del repertorio dialettale), sono previsti i seguenti eventi:
- "Rassegna di danza contemporanea svizzera" (Teatro dell'Archivolto, Sala Modena, dal 16 gennaio all'8 aprile)
- "I Nobel a Genova tra letteratura e teatro" (Teatro dell'Archivolto e cimitero monumentale di Staglieno, dal 7 febbraio al 28 maggio)
- "Noi che sempre navighiamo" (insieme di eventi, spettacoli teatrali, mostre, laboratori - Teatro della Tosse, da marzo a novembre)
- "Anime e Azioni" (musei genovesi come canovacci teatrali, vari musei, da marzo a settembre)
- "Transcodex 02" (arti borderlines, vari luoghi, da aprile a novembre)
- "Il mistero delle tre anella" (operina di Giampiero Alloisio, Teatro Carlo Felice, Auditorium Montale, 16 marzo - 25 marzo)
- "Zweiland – Sasha Waltz Guests" (danza contemporanea, Teatro Modena, 23 aprile - 24 aprile)
- "Biglietto di sola andata (billet aller simple)" (Compagnie Linga (Svizzera), Teatro Archivolto, 5 maggio - 7 maggio
- "Gli Elisir di Dulcamara" (opera buffa da camera, Teatro Carlo Felice, Auditorium Montale, 11 maggio - 19 maggio)
- "Candido - da Voltaire" (Teatro Duse, 18 maggio - 6 giugno)
- "Teatro Mistràl - Intra-Rubens" (spettacolo teatrale sull'arte e la vita di Rubens - Palazzo Ducale, Sala del Maggior Consiglio, 4 giugno)
- "Festival Internazionale di Teatro sperimentale Valle Christi" (Monastero Valle Christi, Rapallo-Genova, luglio)
- "Festival internazionale del Balletto" (Teatro ai Parchi di Nervi, Teatro Carlo Felice, 3 luglio - 25 luglio)
- "XXXVIII Festival Teatrale di Borgio Verezzi" (Teatro all'aperto, piazza S. Agostino, Verezzi-Savona, 10 luglio - 10 agosto)
- "Festival in una notte d'estate. Percorsi. Il viaggio degli Argonauti" (teatro, danza, cinema, musica, letteratura - vari luoghi, 26 luglio - 31 agosto)
- "Ciao Fusco". Ricordo di Giancarlo Fusco (vari luoghi - La Spezia, 14 settembre - 18 settembre)
- "Corpi Urbani/Urban Bodies" (festival internazionale di danza - vari luoghi, 24 settembre - 26 settembre)
- "Biennale Europea delle Riviste Culturali" (Palazzo San Giorgio, 11 ottobre - 16 ottobre)
- "Genova per Gaber" (Politeama Genovese e Palazzo Ducale, ottobre)
- "Genova, gabbiano in volo". Centesimo anniversario della morte di Anton Čechov (convegno Internazionale di studi, sede non ancora indicata, ottobre)
- "Teatri d'Europa" (trenta spettacoli teatrali, Teatro della Corte, ottobre-novembre)
- "Portraits" - Genova e il Mediterraneo, incluso un omaggio a Fabrizio De André (vari teatri, dicembre)
- "CircumnavigandoFestival - IV edizione del Festival internazionale di teatro e circo" (Porto Antico e piazze del Centro storico, 14 dicembre - 31 dicembre)

### Festival "GeNova 04"
- "Introduzione alla tecnologia P2P... da Napster ai moderni sistemi di file sharing" (conferenza incontro a cura di Luca Caviglione - 30 marzo Biblioteca Berio, Sala dei Chierici)
- "Genova Tango". Tema del viaggio (Porto antico e altre sedi 3 giugno - 6 giugno)
- "Suq a Genova". Festival multietnico (Porto antico, 5 giugno - 15 giugno)
- "Gezmataz, Festival & Workshop" (Jazz, Porto Antico, 10 giugno - 12 giugno)
- "X Festival internazionale di poesia" (Palazzo Ducale e altre sedi, 17 giugno - 30 giugno)
- "Wikipedia, l'enciclopedia universale" (incontro a cura di Gregorio Bisso - 26 giugno Biblioteca Berio, Sala dei Chierici
- "XIII Festival musicale del Mar Mediterraneo" (Porto antico, 2 luglio - 11 luglio)
- "Goa-Boa Festival 2004" (Festival di musica pop e rock, Fiera di Genova, 15 luglio - 17 luglio)
- "Just Like a Woman" (Festival di musica al femminile, Porto antico, 23 luglio - 25 luglio)
- "Genova capitale di tutte le musiche". Tre giorni di suoni dal mondo (sedi varie, 30 luglio - 1º agosto)
- "Festival della Scienza" - parola chiave: Esplorazione (sedi varie, 28 ottobre - 8 novembre)

### Cinema
- "Genova, sinfonia della città" (Museo Luzzati, 30 aprile)
- "Location Awards". Gala e premio cinematografico sull'uso delle location (Porto Antico, primavera-estate)
- "XXVII Giornate professionali del cinema". (Teatro Carlo Felice e Palazzo Ducale, 28 giugno - 2 luglio)
- "Genova Film Festival - VII edizione" (sede da definire, 28 giugno 4 luglio)
- "Cantiere del cinema". Seminario di studio (sede da definire, estate)
- "Presentazione della pellicola Le mura di Malapaga restaurata
- (sede da definire, settembre)
- "Concorso Film Genova Solidale" (luogo da definire, autunno)

### Scienza e Lavoro
- "La storia nel futuro" (sedi diverse, gennaio - giugno)
- "Crocevia delle Culture" (sedi diverse, febbraio - giugno)
- "Mare a 360°" (Acquario, 1º marzo - 31 marzo)
- "I transatlantici della natura" (Acquario, 20 aprile - 30 dicembre)
- "Il filo del saper fare" (Teatro del Ponente, 24 aprile - 31 maggio)
- "Genova del saper fare" (Magazzini Abbondanza, 24 aprile - 25 luglio)
- "ANR 2004 - Advances in Neuroblastoma Research" (Convegno internazionale,
- Centro Congressi Magazzini del Cotone, 16 giugno - 19 giugno)
- "Cultura dello sviluppo, Globalizzazione, Impresa Cooperativa" (Convegno Internazionale, Palazzo Ducale, 2 luglio - 3 luglio
- "The cell cycle and cancer: basic research, applications in medicine and public awareness" (Workshop, Centro Congressi AIRC e Palazzo Ducale, 8 luglio- 10 luglio)
- "Lavoro indipendente: una scelta possibile. Genova e Lille, esperienze a confronto" (sede da definire - settembre - novembre)
- "La casa di San Giorgio: il potere del credito" (Banco di Genova e San Giorgio, Palazzo San Giorgio e Archivio di Sant'Ignazio - ottobre)
- "Biomedicina e salute: itinerari di conoscenza nell'ateneo genovese"
- "Scienza e società: 1994-2004" (Porto antico, Magazzini del Cotone, 25 ottobre - 27 ottobre)
- "Saperi e meraviglie: la libreria di Demetrio Canevari, medico genovese alla corte dei Papi" (Biblioteca Berio, 28 ottobre - 19 dicembre)
- "Festival della Scienza" - parola chiave: Esplorazione (sedi varie, 28 ottobre - 8 novembre)
- "Per fili e per segni. Ingegno italiano e società dell'informazione" (Fiera del Mare, Padiglione D, 30 ottobre - 31 dicembre)
- "Biodiversità - Viaggio nella diversità biologica" (Museo di Storia Naturale "Giacomo Doria", ottobre - giugno 2005)
- "Cultura della solidarietà e impresa sociale" (Teatro del Ponente, 10 novembre - 12 novembre)
- "Convegno internazionale "Cellule staminali per una nuova medicina"
- (Facoltà di Giurisprudenza, CBA, 18 novembre - 20 novembre)

### Iniziative per la gioventù
- "Le città invisibili dell'infanzia" (sedi diverse, gennaio - dicembre)
- "Janua – Genova Porta dei Mari" (sedi diverse)
- "Children and the Mediterranean" (Palazzo Ducale, Nave "Mistral", 7 gennaio - 9 gennaio)
- "La cultura e le pratiche della partecipazione dei giovani alla vita della comunità locale" (sedi diverse - marzo - ottobre)
- "Un viaggio immaginario nei mari del mondo" (Porto Antico, 7 aprile - 31 dicembre
- "Premio nazionale per la fiaba Hans Christian Andersen – Baia delle favole" (Andersen Festival Sestri Levante), 27 maggio - 30 maggio)
- "Un mondo a misura di bambino: diritti dei bambini e degli adolescenti: presente e futuro dell'Europa" (Convegno Internazionale, Fondazione CARIGE, 6 giugno - 7 giugno)
- "GEMUN (Genoa Model of United Nations) 2004" (Palazzo Tursi, 11 novembre - 13 novembre)

### Città solidale e società
- "Genova città accessibile" (sedi diverse, gennaio - dicembre)
- "Giù le maschere" (Teatro degli Zingari e altre sedi - gennaio - dicembre)
- "Schegge di Mediterraneo. Un linguaggio comune nello spettacolo" (sedi diverse, gennaio - marzo)
- "Abito in armonia" (sede da definire, marzo - settembre)
- "Circuito del mare" (Polisportiva Quinto, 7 marzo
- "Il Cubo" (Calata Falcone Borsellino Area Porto Antico, 6 aprile - 30 giugno
- "Genova città solidale. Volontariato in viaggio. Viaggio nel volontariato" (Sala Quadrivium, 16 aprile - 15 maggio)
- "Un viaggio diverso" (Genova Brignole zona Stazione FS, 26 aprile - 30 maggio)
- "Voci dalla strada. Il grande tuffatore e altre storie meravigliose" (vari luoghi, maggio)
- "Gemellaggio Anffas Onlus - Les Papillons Blancs" (Palazzo Tursi e altre sedi, 6 maggio - 8 maggio)
- "Mural El grito de los excluidos" (Parco del Museo delle Culture del Mondo - Castello D'Albertis, 14 maggio)
- "Handy Cup:una regata per tutti" (Porto Antico e Corso Italia, sport e città solidale, 15 maggio - 16 maggio)
- "Macramé 2004" (Genova e Vara Inferiore 4 agosto - 13 agosto)
- "Primo festival internazionale del teatro per le diverse abilità" (teatri genovesi, 2 ottobre - 30 novembre)
- "Le lezioni di Genova" (Sala del Consiglio Regionale, 29 ottobre+ - 30 ottobre)
- "XXI Congresso nazionale ANCI" (Fiera di Genova, novembre)
- "Cultura e società multietnica" (sede da definire, novembre)
- "VIII Congresso internazionale delle Città Educative" (Porto antico e Palazzo Ducale, 17 novembre - 20 novembre)
- "Gli anziani in Europa: la loro realtà, le possibili risposte e le prospettive" (convegno, Palazzo Ducale, 22 novembre - 23 novembre)
- "Genova. Porta di Europa per la cultura della disabilità" (Palazzo Ducale, 1º dicembre - 4 dicembre)

### Emigrazione
- "Speranze di andate e ritorni" (sedi diverse, gennaio - dicembre)
- "One Way" (mostra-fumetto, Palazzo San Giorgio, 19 gennaio - 31 gennaio)
- "Inaugurazione della Consolle informatica" (Palazzo San Giorgio, marzo)
- "L'avventura necessaria: cinema tra emigrazione e immigrazione dall'Ottocento ai giorni nostri" (Cineclub Louis & Auguste Lumiere, aprile)
- "Le rotte difficili. I percorsi dei fenomeni migratori tra storia e attualità (convegno, Palazzo San Giorgio, 5 aprile - 6 aprile)
- "Da Genova per Ellis Island: l'esperienza degli emigranti italiani" (Commenda di Prè, 15 giugno - 15 agosto)
- "I latinos alla scoperta dell'Europa. Nuove migrazioni e spazi della cittadinanza" (Università e Fondazione Casa America, 17 giugno - 18 giugno)
- "Con le spalle al mare" (Palazzo San Giorgio, primavera - estate)
- "I Musicisti sull'oceano. Storie di bordo e di emigrazione" (sede da definire, estate)
- "Concerto del Coro Monte Cauriol" (sede da definire, estate)
- "Partenze. Un progetto per la memoria" (Porto Petroli, 8 luglio - 31 luglio)
- "Lettere da lontano - Parole e musica del distacco" (Teatro Garage, ottobre)
- "Migrazioni italiane e comunità derivate nel mondo contemporaneo" (convegno, Palazzo San Giorgio, 1º ottobre - 2 ottobre)
- "Migrazioni di popoli, viaggi di individui, circolazione di idee nel Mediterraneo antico" (Università, Facoltà di Lettere e Filosofia, 7 ottobre+ - 8 ottobre)
- "Inaugurazione del Centro Internazionale Studi Emigrazione Italiana" (Commenda di Prè, 12 ottobre)
- "Cammini di donne da Genova al mondo dal mondo a Genova" (convegno, Palazzo San Giorgio, 22 ottobre - 23 ottobre)
- "Progetto EDEN" (Teatro Modena, 11 novembre - 19 novembre)

### Storia, Tradizioni e Territorio
- "Confini" (Culture Factory Fondazione ENI, gennaio - dicembre)
- "La scultura in Liguria tra le due guerre: Guido Galletti" (Palazzo San Giorgio, 18 febbraio - 28 marzo)
- "Cominciai a navigare in giovanissima età..." (Convegno internazionale,
- Palazzo San Giorgio, 5 marzo - 6 marzo)
- "Verso nuovi mari - Genova e la moderna epopea del viaggio missionario" (Chiesa inferiore di S.Giovanni Ev., 27 marzo - 3 luglio
- "La goliardia ligure, 1947-2004" (Facoltà di Ingegneria, Villa Cambiaso, 9 aprile - 16 aprile)
- "I Fieschi: itinerari tra Genova, l'entroterra e il levante ligure sulle orme del gatto" (varie località della provincia, maggio)
- "Le tradizioni e le prospettive di un sistema giuridico europeo" (Facoltà di Giurisprudenza, 19 maggio - 29 maggio)
- "Restauro e valorizzazione del "Cristo degli abissi" (Ricollocazione della statua nel mare antistante l'Abbazia di San Fruttuoso di Camogli, maggio - giugno)
- "Regata delle antiche Repubbliche marinare" (Regata: Calata Zingari e piazza Caricamento - Sfilata: Centro, Centro Storico, Calata Zingari, 6 giugno)
- "Percorsi: dai Fieschi al Risorgimento" (Progetti coordinati dalla Provincia di Genova, luglio - dicembre)
- "Settimana della cultura ambientale. La cultura ambientale come elemento strategico di sviluppo. VIII Conferenza nazionale delle Agenzie Ambientali" (Magazzini del Cotone 5 luglio - 9 luglio)
- "La Ferrovia Genova Casella e il 2004" (percorsi sull'antico trenino a cremagliera, via Stazione per Casella - luglio - settembre)
- "Lungo le vie dell'Oltregiogo. Un viaggio nei feudi dei Fieschi e degli Spinola" (Progetti coordinati dalla Provincia di Genova, agosto - ottobre)
- "La Liguria dell'800 vista attraverso antichi documenti fiscali" (Palazzo San Giorgio, 2 settembre - 26 settembre)
- "Santa Caterina Fieschi Adorno, donna mistica e solidarietà nella Genova del Cinquecento" (Convegno Internazionale, Palazzo Ducale, 24 settembre - 25 settembre)
- "Cavalieri di San Giovanni in Liguria e nell'Italia settentrionale:
- quadri regionali, uomini e documenti" (Commenda di San Giovanni di Pré, 30 settembre - 3 ottobre
- "Hinc publica fides. Il notaio e l'amministrazione della giustizia" (Complesso di Sant'Ignazio, 8 ottobre - 23 ottobre
- "Giornata di Genova e Colombo" (Casa e Monumento di Colombo, Palazzo Ducale, 12 ottobre)
- "Giuseppe Mazzini e l'Europa - LXII Congresso dell'Istituto per la Storia del Risorgimento Italiano" (Sede da definire, 20 ottobre - 24 ottobre)
- "Rievocazione della prima esecuzione pubblica dell'Inno di Mameli e scioglimento del voto" (Santuario della Nostra Signora di Loreto, 10 dicembre)
- "Cerimonia del Confêugo (centro storico, 18 dicembre)
- "Arte del restauro e del recupero di tradizioni marinare" (Sedi diverse del Golfo Paradiso, 18 dicembre)

### Sport
- "Millevele Telecom Italia 2004" (Porto Antico, 15 aprile - 18 aprile)
- "Vivicittà 2004" (Villa Gentile, 18 aprile)
- "LXV Giro ciclistico dell'Appennino" (Partenza da Piazza della Vittoria e arrivo a Genova-Pontedecimo, 25 aprile)
- "Raduno delle Fiat 500 Topolino" (Partenza e arrivo da Lavagna, Genova - 29 aprile - 2 maggio
- "Cronoprologo dell'87º Giro d'Italia di ciclismo (8 maggio - 9 maggio)
- "XIV Trofeo Fantozzi" (ciclismo dilettanti, partenza e arrivo a Cogoleto, Genova, 9 maggio)
- "Rally Internazionale della Lanterna. Trofeo Italiano Rallies CSAI" (partenza dalla Fiera di Genova, 14 maggio - 15 maggio
- "Rievocazione storica del Circuito della Suberba - VIII edizione" (sedi diverse, 14 maggio - 16 maggio)
- "Handy Cup. Una regata per tutti" (Porto Antico e Corso Italia, 15 maggio - 16 maggio)
- "A Fil di Cielo - Festival Europeo del cinema sulla Montagna, Ambiente, Avventura" (Cinema Ritz e Auditorium Fiera, 17 maggio - 23 maggio)
- "Trofeo europeo di Skate Slalom Genova 2004 (Via Assarotti, 30 maggio)
- "Yachting Story and Yacht Club Story" (Palazzo San Giorgio, 4 giugno - 24 giugno
- "XII Torneo Open internazionale di scacchi" (Palazzo Ducale, 4 luglio - 11 luglio)
- "NBA Basket Cup" (PalaFiumara, 24 ottobre - 25 ottobre)
- "Pallamondo. Football, Storie, Fantasia" (Palazzo San Giorgio, 5 novembre - 30 novembre)
- "XLII Coppa Cesare Pompilio - XVI Trofeo Carlo Basile Open d'Italia di scherma" (PalaFiumara 13 novembre - 14 novembre)

### Iniziative fieristiche
- "BO.MA - Boat Market - Salone europeo delle attività subacquee (Fiera di Genova, 12 marzo - 15 marzo)
- "ENOGA 2004" - Salone dei Sapori e dei Profumi della Tradizione Enogastronomica" (Complesso Monumentale di Santa Caterina, Finale Ligure, Savona, 27 marzo - 28 marzo)
- "Tesori di ceramica" (Magazzini del Cotone, Porto Antico, 17 aprile - 18 aprile)
- "Venditalia" (Fiera di Genova 21 aprile - 24 aprile)
- "Cartoshow 2004 - Mostra itinerante della cartoleria" (Fiera di Genova, 21 maggio - 24 maggio)
- "Sapore di mare" (Fiera di Genova, 4 giugno - 7 giugno)
- "LOB - Life on Board" (Fiera di Genova, 15 luglio - 18 luglio)
- "44º Salone Nautico di Genova (Fiera di Genova, 9 ottobre - 17 ottobre)
- "Seatrade Med 2004" (Fiera di Genova e Ponte dei Mille, 3 novembre - 5 novembre)
- "Tecnhotel - Hospitality" (Fiera di Genova 12 novembre - 15 novembre)
- "ABCD - Salone della conoscenza" (Fiera di Genova, 25 novembre - 27 novembre)

## Galleria d'immagini

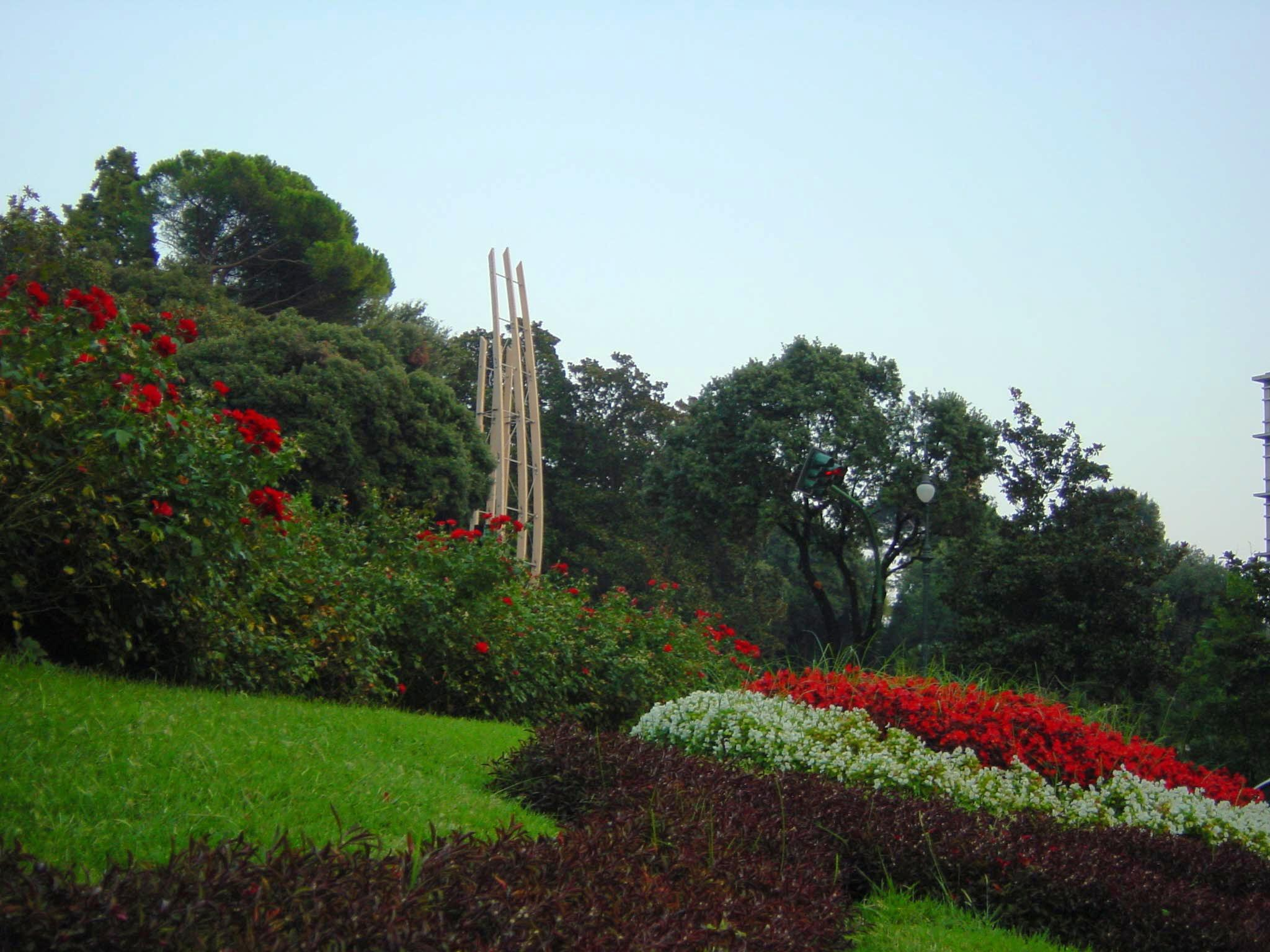
Manufatto artistico di Renzo Piano tra Piazza Corvetto e la Spianata dell'Acquasola
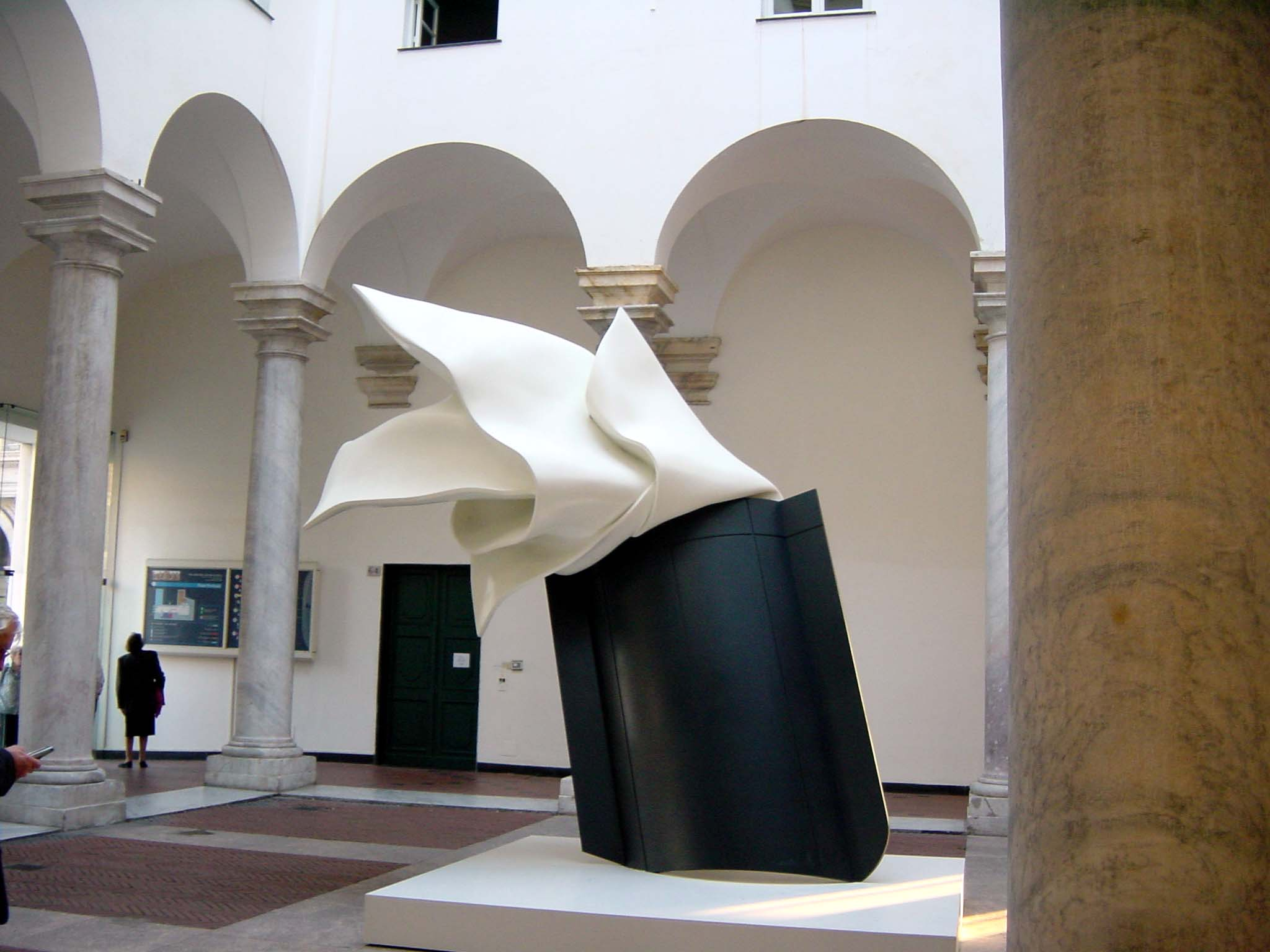
Atrio del Palazzo Ducale con manufatto artistico
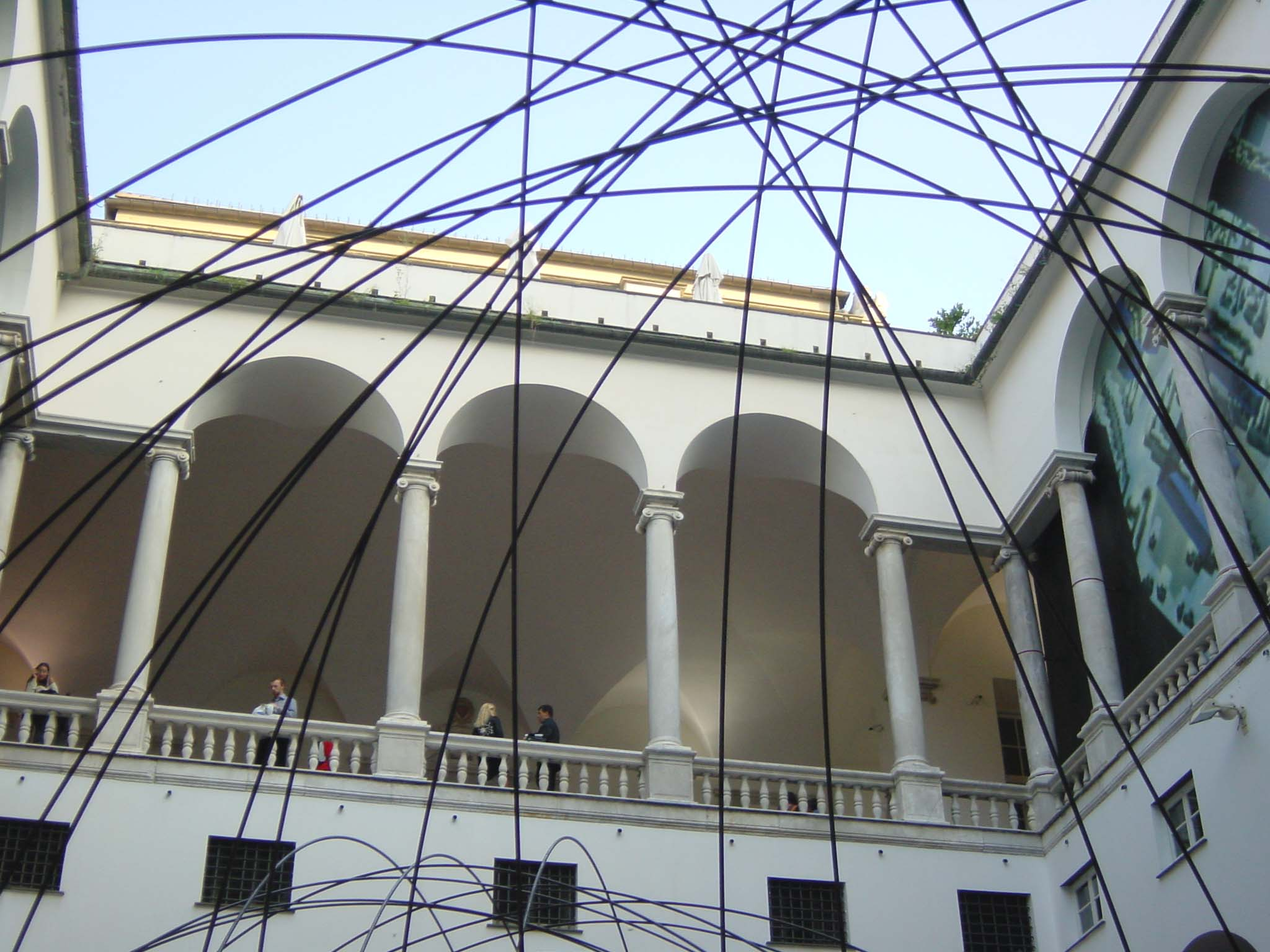
Atrio del Palazzo Ducale con manufatti artistici
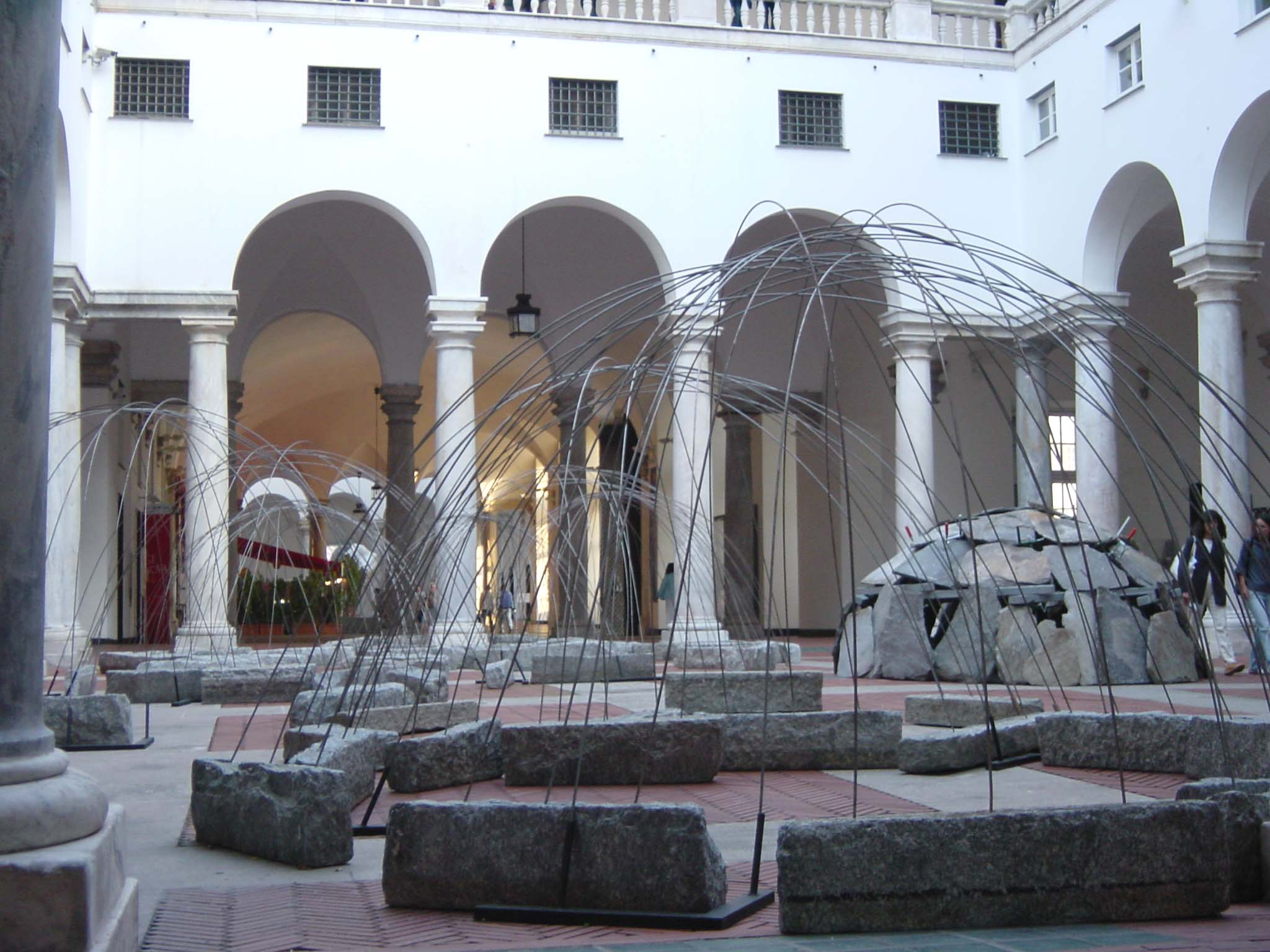
Atrio del Palazzo Ducale con manufatti artistici
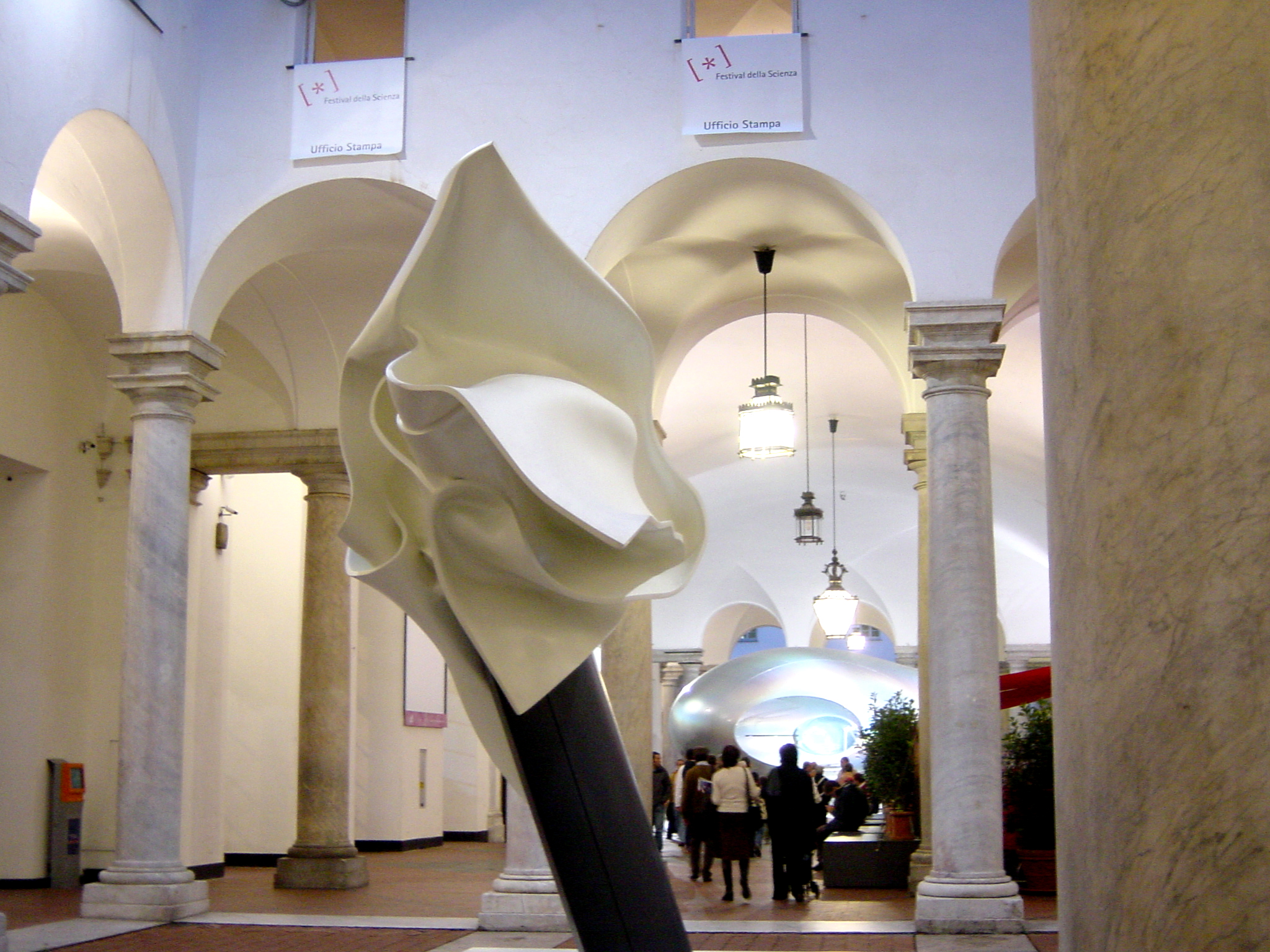
Atrio del Palazzo Ducale con manufatti artistici
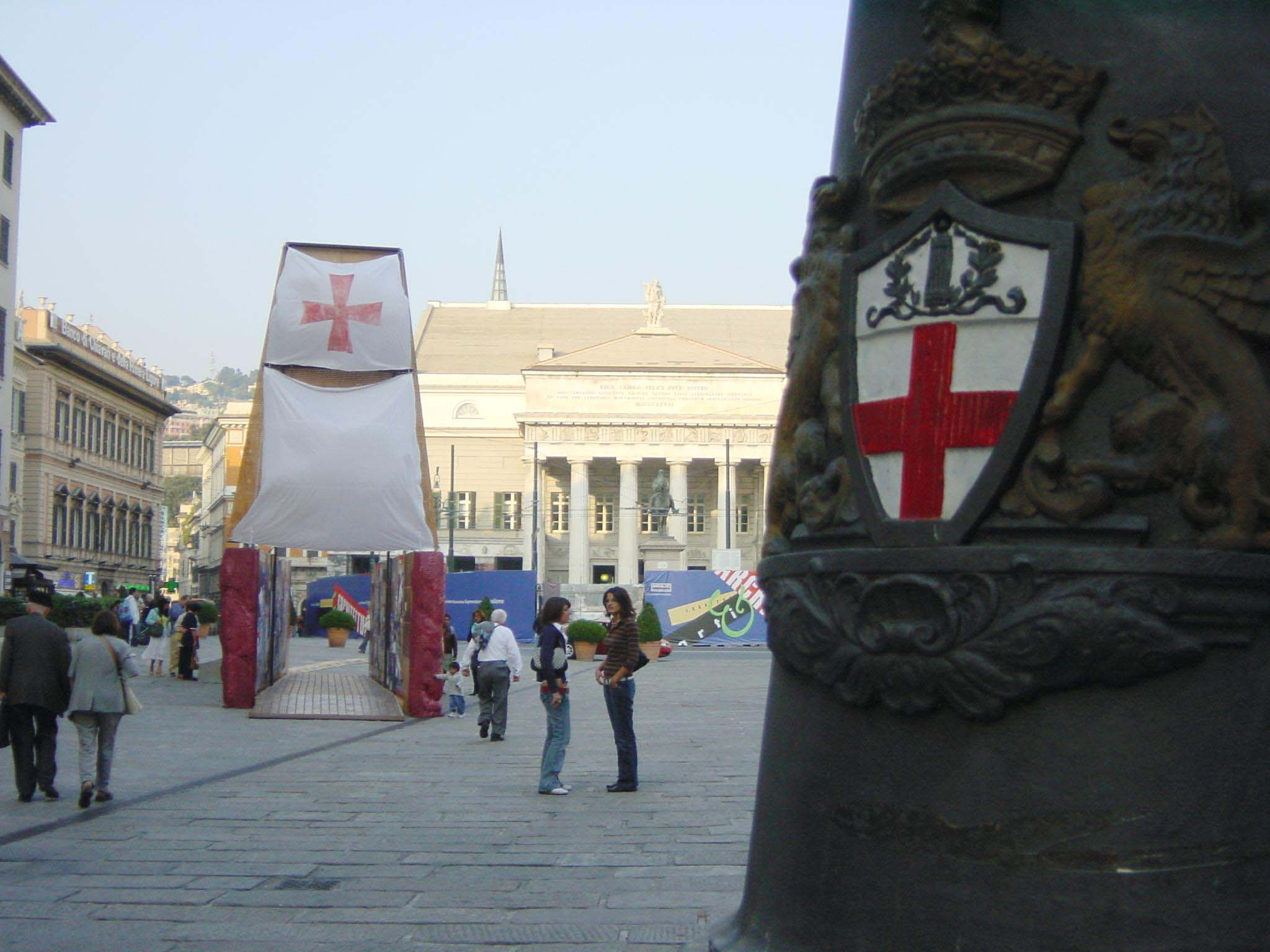
Piazza De Ferrari con manufatti artistici
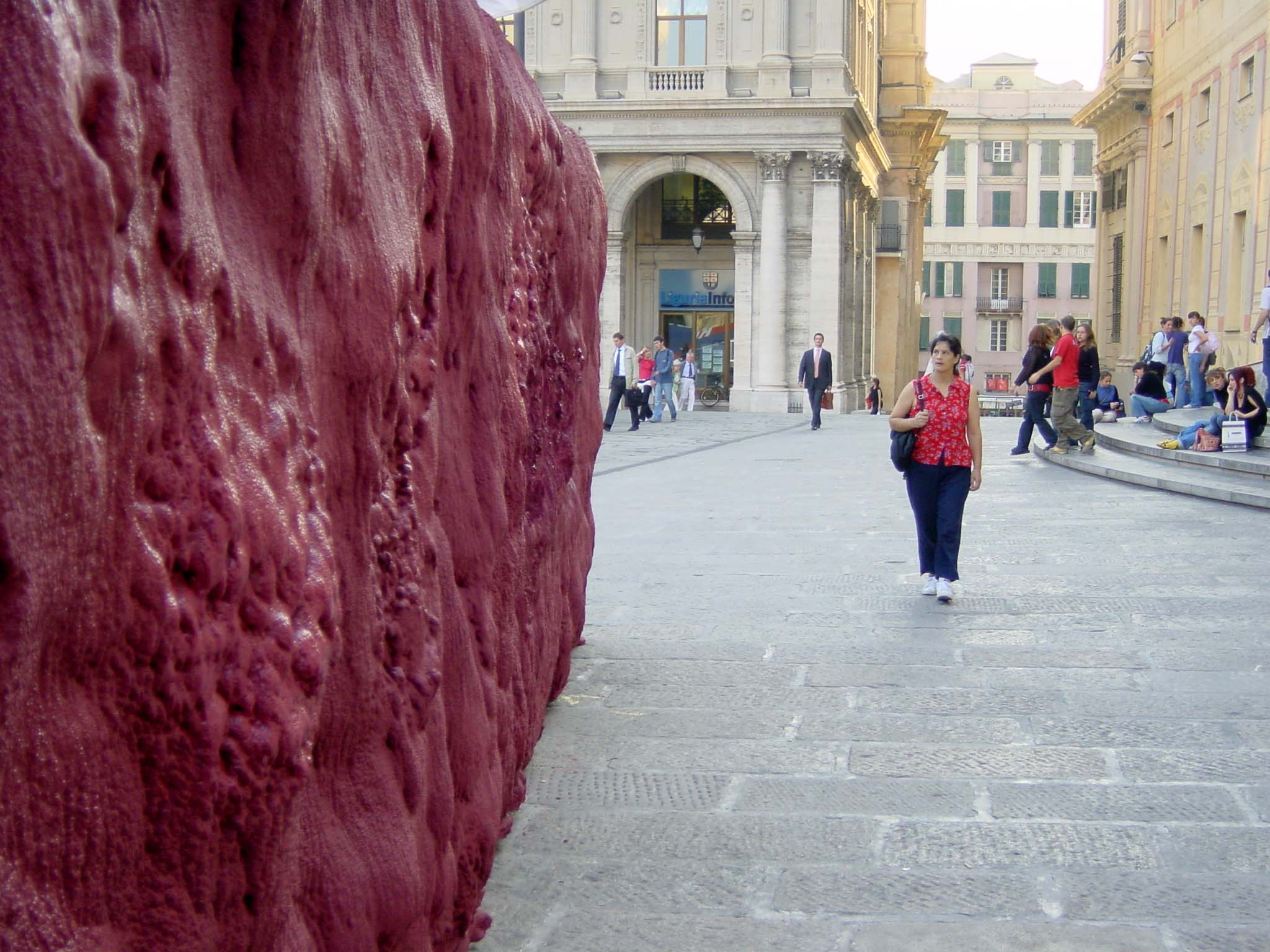
Piazza De Ferrari con manufatto artistico
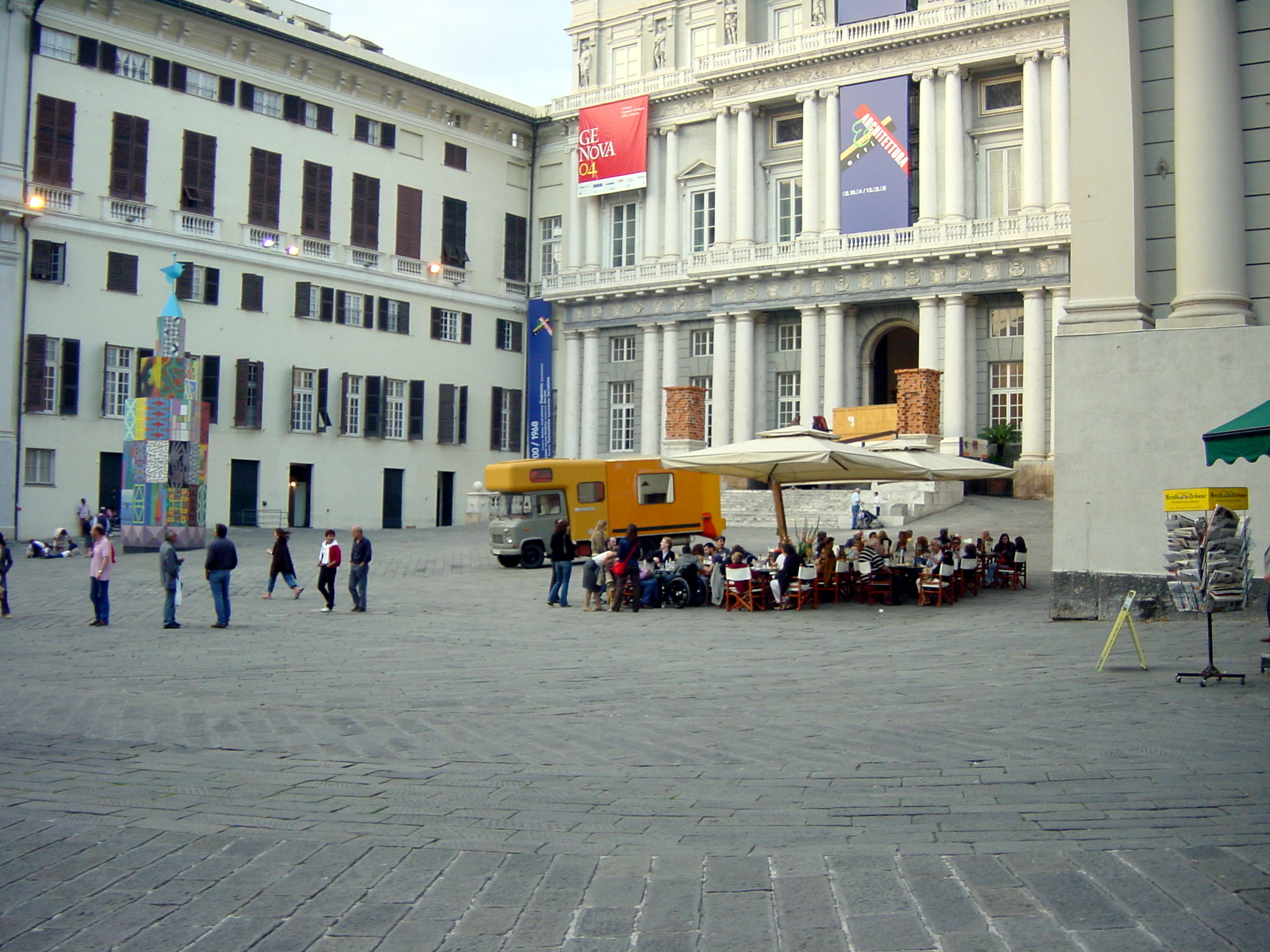
Manufatti artistici davanti al Palazzo Ducale
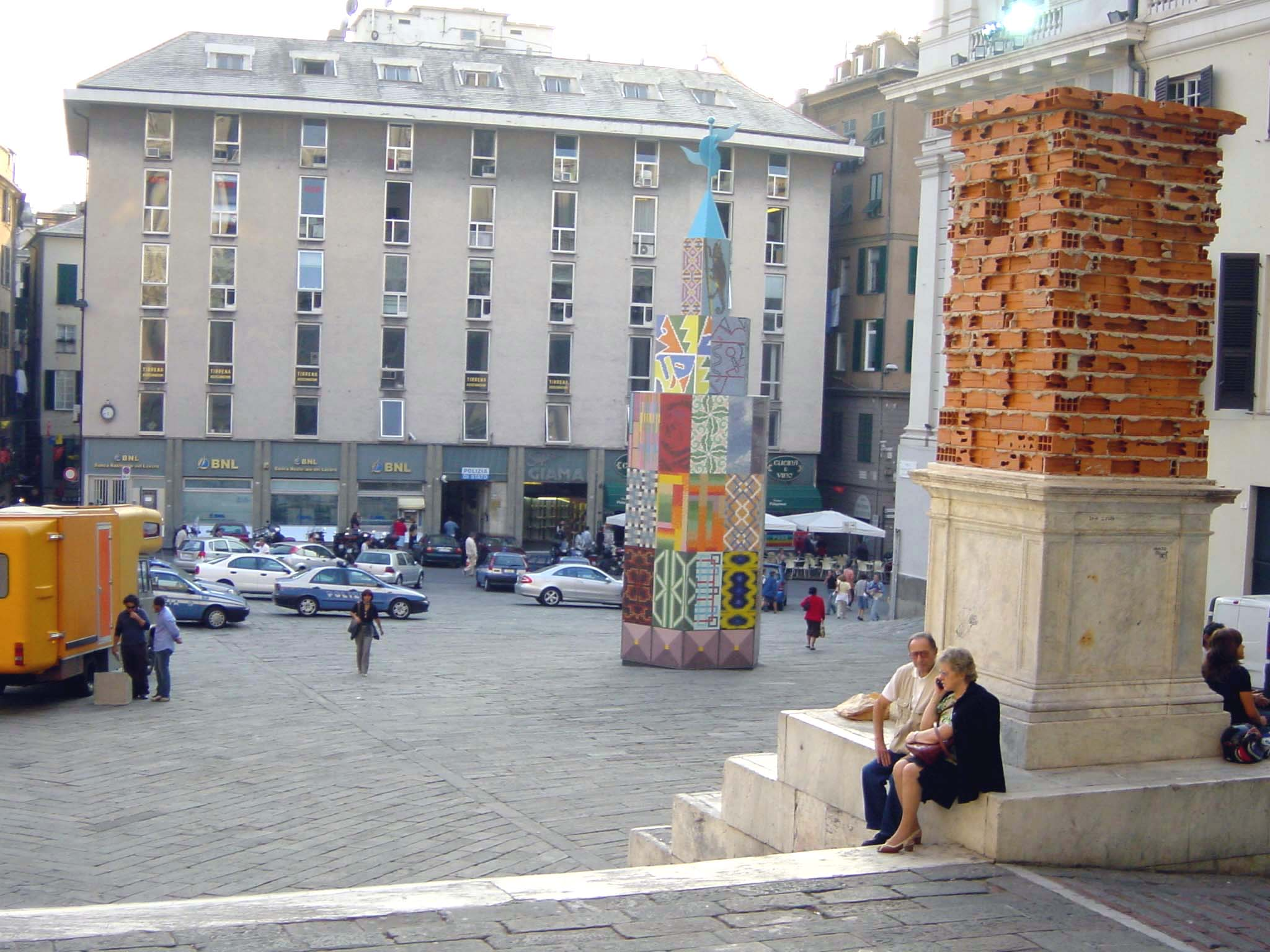
Piazza Matteotti con manufatti artistici
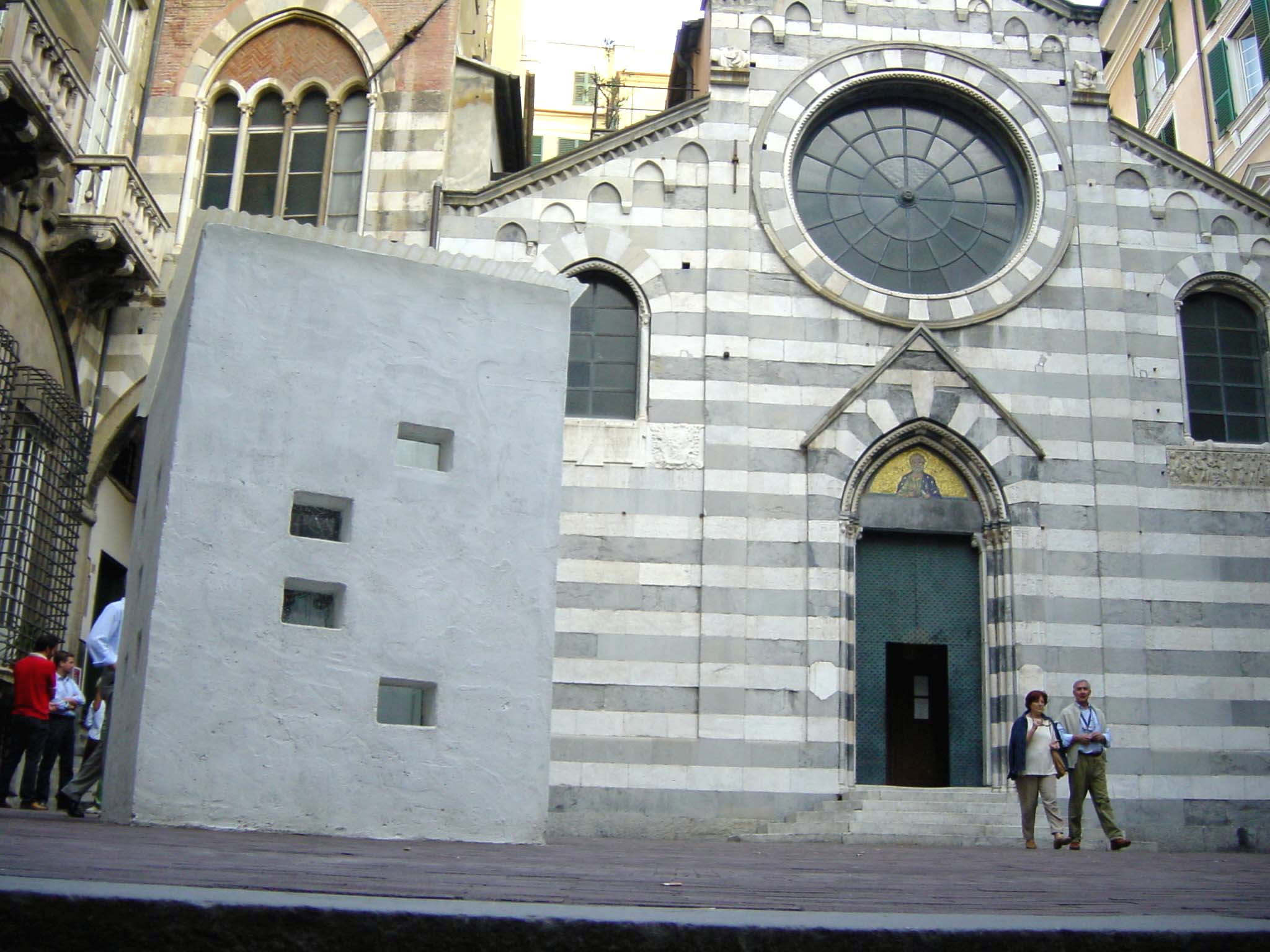
Piazza San Matteo con manufatto artistico
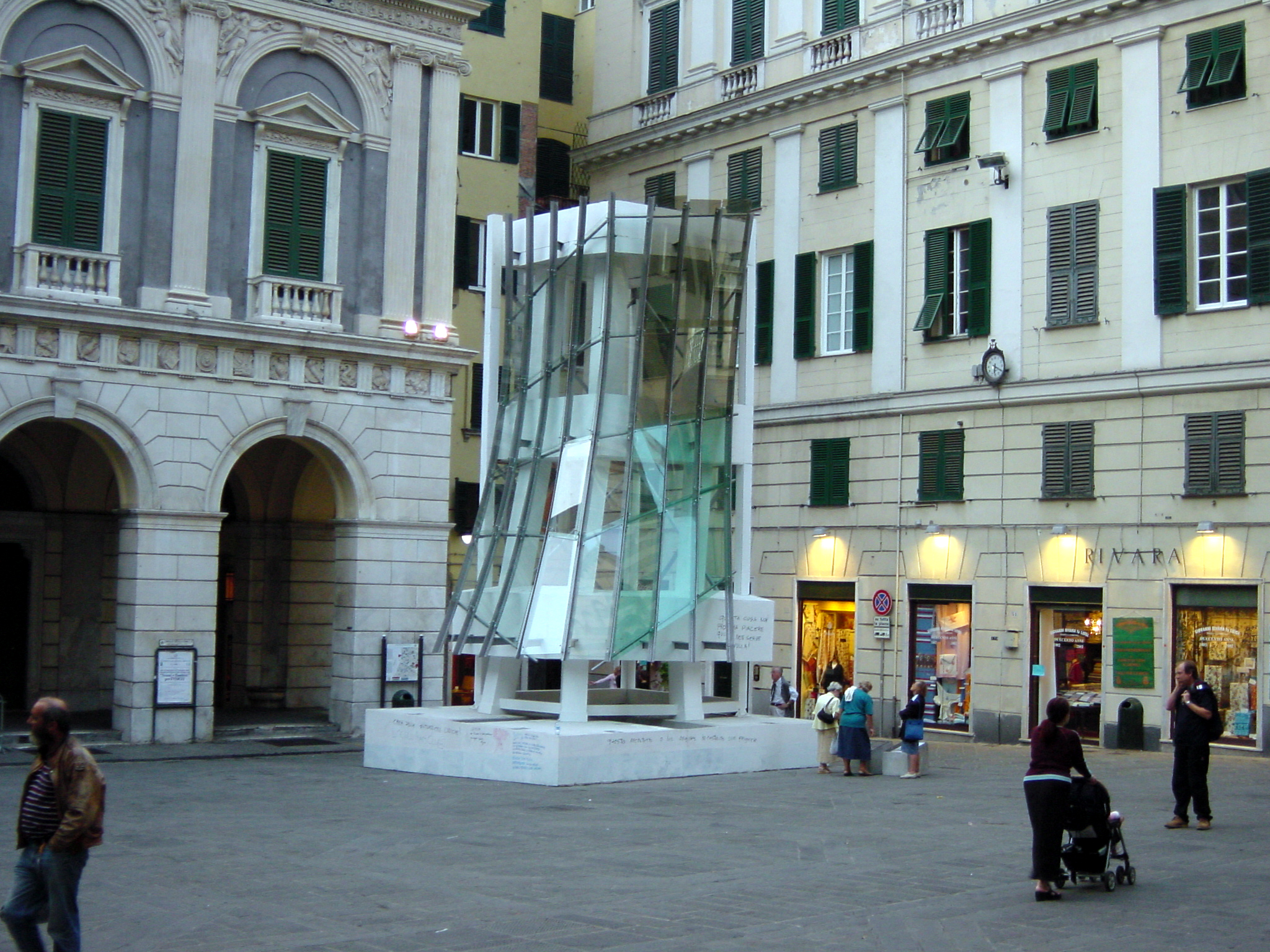
Manufatto artistico nella Piazza di San Lorenzo
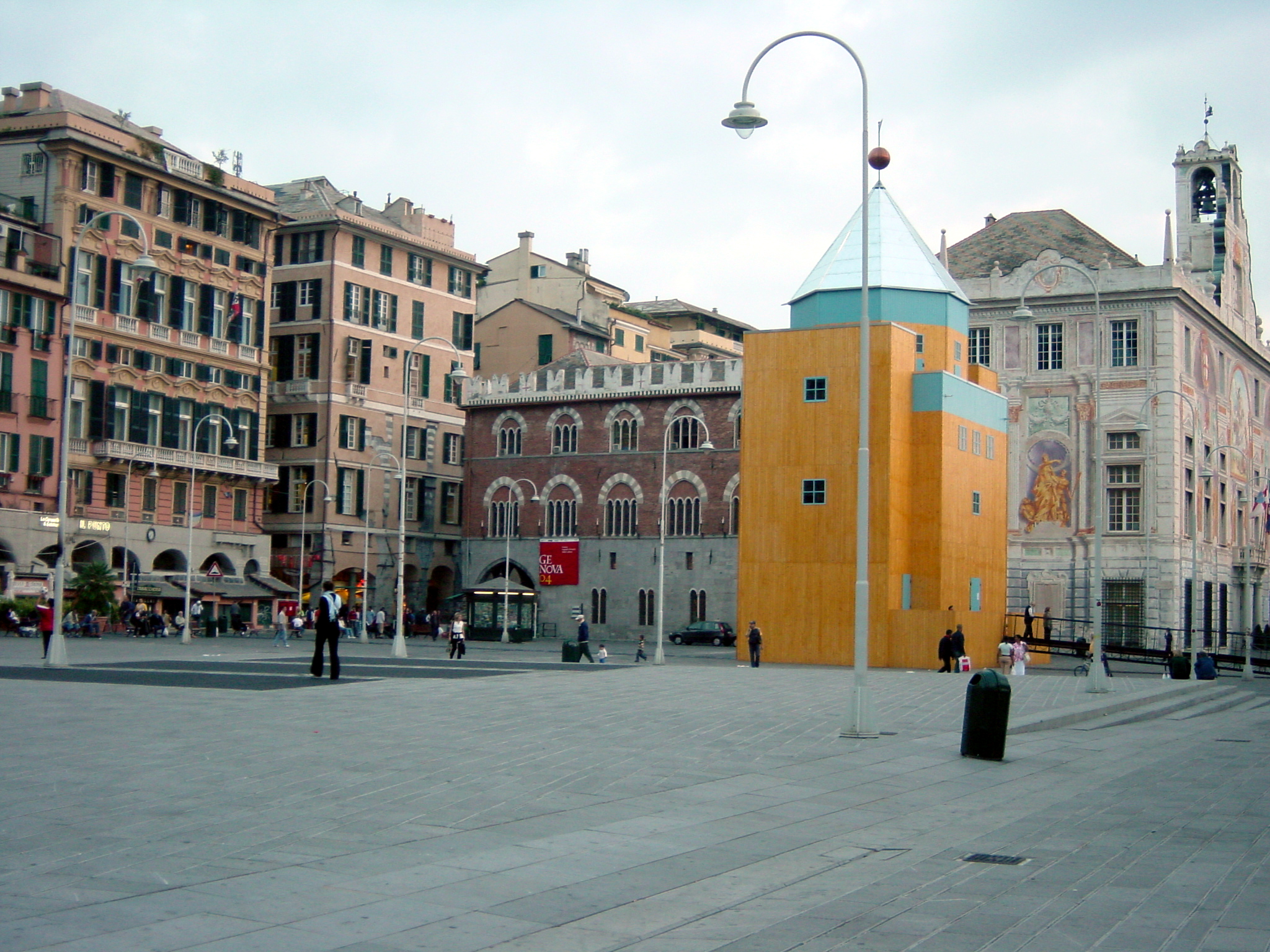
Manufatto artistico a Caricamento davanti al Palazzo San Giorgio e alla Loggia dei Banchi
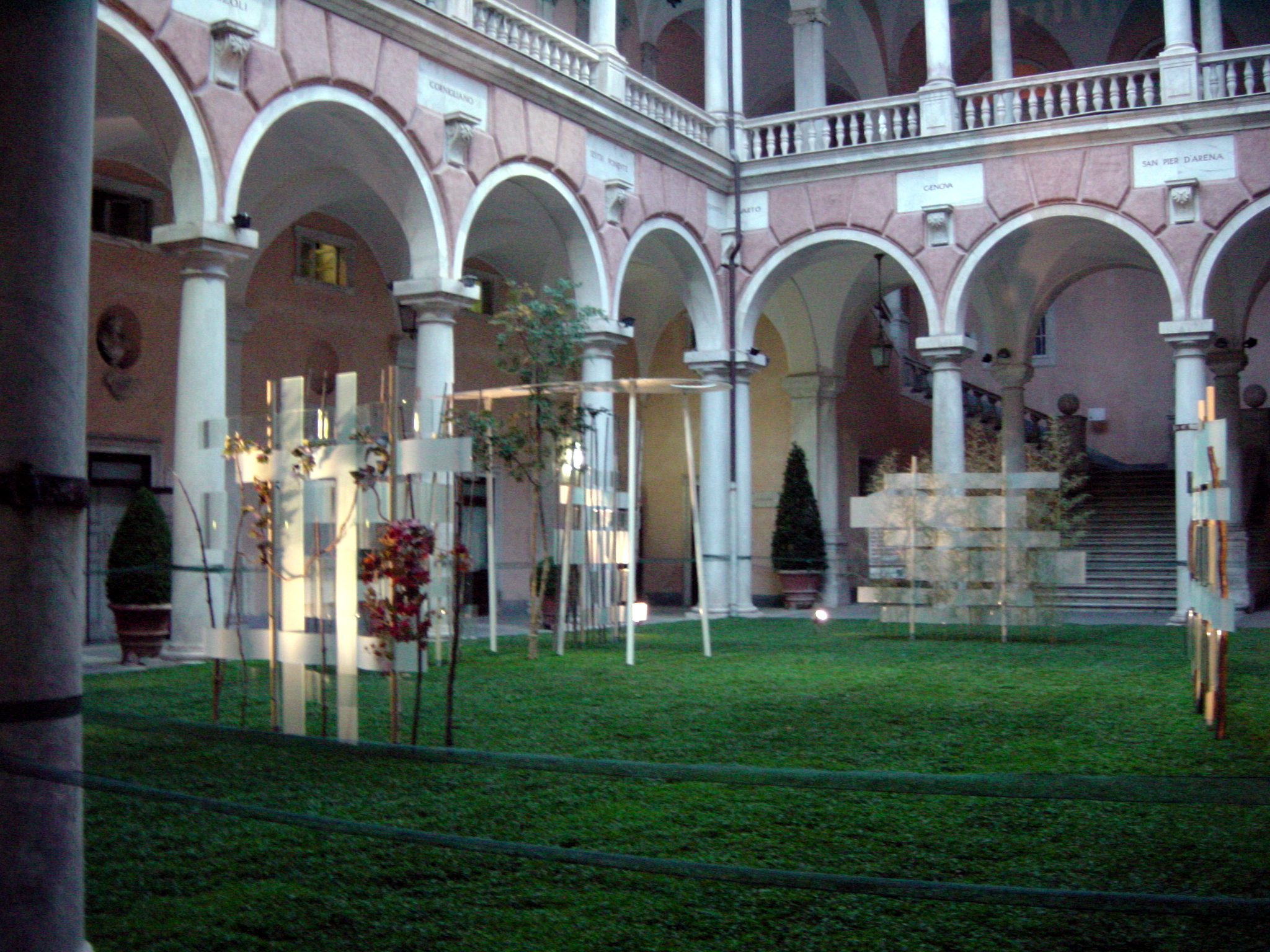
Manufatti artistici nell'atrio di Palazzo Doria-Tursi
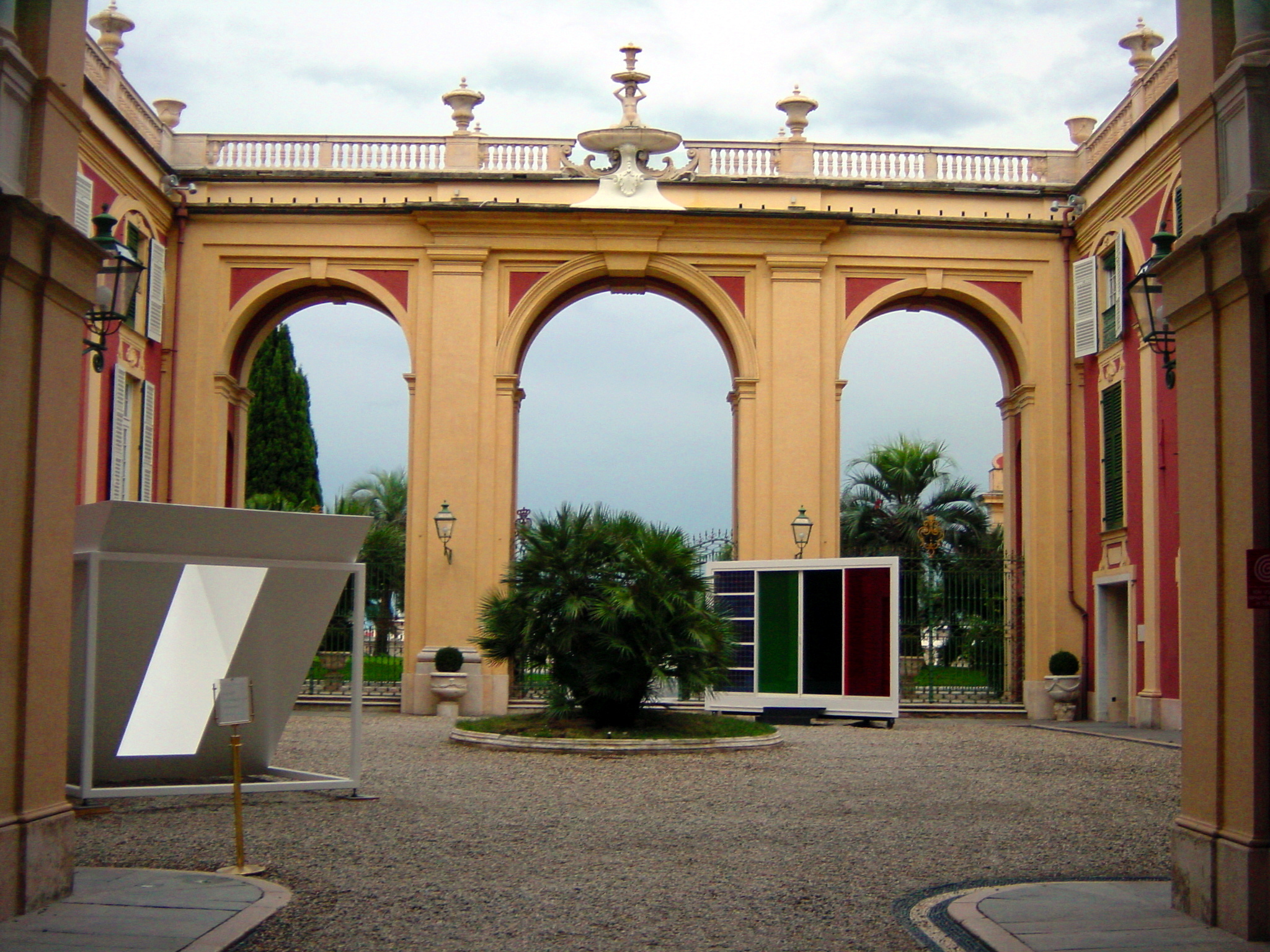
Manufatti artistici nei giardini del Palazzo Reale
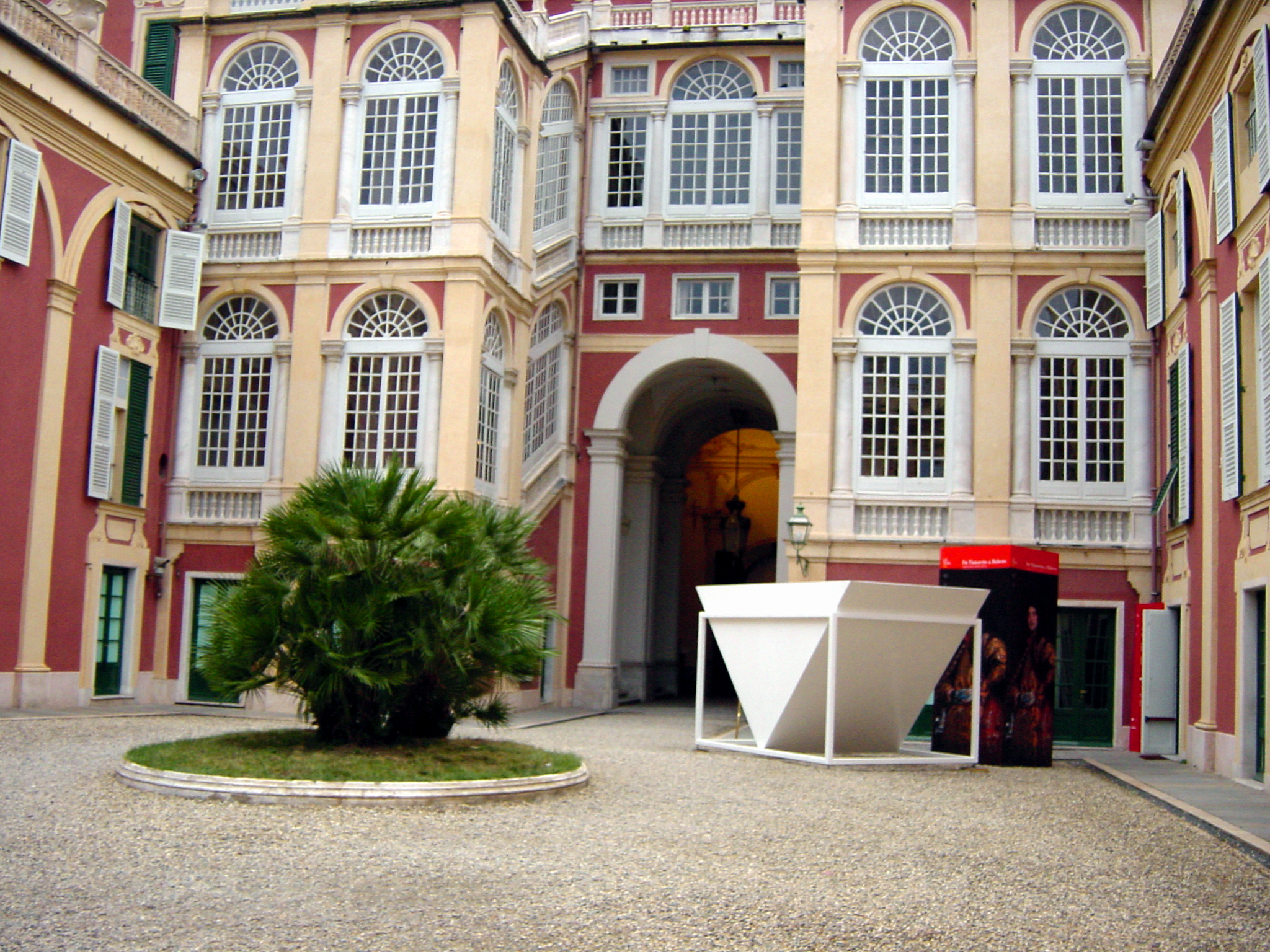
Manufatti artistici nei giardini del Palazzo Reale